# Karoline Røstad
Karoline Andrea Røstad (* 12. Juni 1995 in Levanger, Trøndelag) ist eine ehemalige norwegische Skispringerin. Sie sprang für die norwegischen Vereine Skogn Idrettslag und Trønderhopp.

## Werdegang
Ihre erste nationalen Ergebnisse konnte Karoline Røstad im November 2011 vorweisen. Am 19. November 2011 belegte Røstad bei den Nationalen Meisterschaften von Norwegen im Skispringen einen Top-Ten-Platz. In Storbakke auf der Midtstubakken-Schanze im norwegischen Oslo konnte sie den fünften Platz erzielen.
Røstad vertrat Norwegen bei den Olympischen Jugendwinterspielen 2012, welche im österreichischen Innsbruck stattfanden. Im dortigen Einzelspringen konnte die Norwegerin den achten Platz belegen. 
Eine Woche später belegte sie beim Mixed-Teamspringen, das neben Røstad aus Harald Johnas Riiber und Mats Berggaard bestand, den sechsten Platz.
Am 15. März 2013 gab Røstad ihr Debüt im Skisprung-Weltcup der Frauen in der norwegischen Stadt Trondheim. Sie konnte sich qualifizieren für das Springen, allerdings reichte es dort nur für den 44. Platz.
Bei den norwegischen Skimeisterschaften 2014 in Skarbakkene in Molde belegte Røstad den sechsten Platz beim Springen auf der Normalschanze.
Am 7. Januar 2015 erlitt Røstad eine schwere Knieverletzung. Sie kämpfte sich allerdings zurück in den Weltcup. Sie hatte immer wieder Einsätze im Skisprung-Weltcup. Außerdem trat sie im Continental-Cup an.
Im norwegischen Skisprungcup 2017/18 wurde Røstad mit 836 Punkten Zweite hinter Thea Sofie Kleven.
Am 18. Januar 2022 sprang Røstad auf dem Holmenkollbakken mit 113 m ihre persönliche Bestmarke.
Am 2. Dezember 2022 nahm sie letztmals an einem internationalen Wettbewerb teil.